# Pete Ploszek
Peter Daniel „Pete“ Ploszek (* 20. Januar 1987 in Hinsdale, Illinois) ist ein US-amerikanischer Schauspieler. Bekanntheit erlangte er vor allem durch die Darstellung der Comicfigur Leonardo der Teenage Mutant Ninja Turtles, den er zwei Realfilmen der Reihe verkörperte.

## Leben und Karriere
Pete Ploszek stammt aus Hinsdale und besuchte die St. Charles East High School, die er 2005 abschloss. Ab 2009 besuchte er die Princeton University, wo er vier Jahre lang Teil des Hochschul-Footballteams Princeton Tigers war. 2012 erhielt er einen Master of Arts für Schauspiel von der USC School of Dramatic Arts in Los Angeles.
Noch im selben Jahr war er erstmal vor der Kamera zu sehen, als er in dem Kurzfilm Outage: WME mitwirkte und zudem eine Gastrolle in der Serie Parks and Recreation erhielt. Auftritte in Shameless, Workaholics und Timeless folgten. 2014 wurde er für das Reboot Teenage Mutant Ninja Turtles, welches auf den gleichnamigen Comics basiert, in der Rolle des Leonardo besetzt, die er per Motion Capture zum Leben erweckte. Auch in der Fortsetzung Teenage Mutant Ninja Turtles: Out of the Shadows, aus dem Jahr 2016, übernahm er die Rolle, der Johnny Knoxville im ersten Film noch die Stimme lieh.
Von 2016 bis 2017 spielte er als Garrett Douglas eine Nebenrolle in der Serie Teen Wolf. Nach einer Nebenrolle in Liberty Crossing, sowie Gastauftritten in Stitchers, 9-1-1 und Superstore übernahm er 2019 Rollen im Marvel-Film Captain Marvel und in Terminator: Dark Fate.

## Privates
Ploszek ist seit 2012 mit seiner Frau Daniela verheiratet.

## Filmografie (Auswahl)
- 2012: Outage: WME (Kurzfilm)
- 2012: Parks and Recreation (Fernsehserie, Episode 5x02)
- 2013: Shameless (Fernsehserie, Episode 3x01)
- 2014: Teenage Mutant Ninja Turtles
- 2015: Workaholics (Fernsehserie, Episode 5x01)
- 2016: Teenage Mutant Ninja Turtles: Out of the Shadows
- 2016: The Wedding Party
- 2016–2017: Teen Wolf (Fernsehserie, 7 Episoden)
- 2017: Timeless (Fernsehserie, Episode 1x13)
- 2017: Stitchers (Fernsehserie, Episode 3x02)
- 2018: Liberty Crossing (Fernsehserie, 8 Episoden)
- 2018: 9-1-1: Notruf L.A. (9-1-1, Fernsehserie, Episode 1x07)
- 2018: Superstore (Fernsehserie, Episode 4x05)
- 2019: Captain Marvel
- 2019: Terminator: Dark Fate
- 2020: Tommy (Fernsehserie, Episode 1x01)
- 2020: Honesty Weekend
- 2022: Babylon – Rausch der Ekstase (Babylon)